# Évenos
Évenos is een gemeente in het Franse departement Var (regio Provence-Alpes-Côte d'Azur) en telt 1905 inwoners (1999). De plaats maakt deel uit van het arrondissement Toulon.

## Geografie
De oppervlakte van Évenos bedraagt 42,3 km², de bevolkingsdichtheid is 45,0 inwoners per km².
De onderstaande kaart toont de ligging van Évenos met de belangrijkste infrastructuur en aangrenzende gemeenten.

## Demografie
Onderstaande figuur toont het verloop van het inwonertal (bron: INSEE-tellingen).